# Matthew Mbu

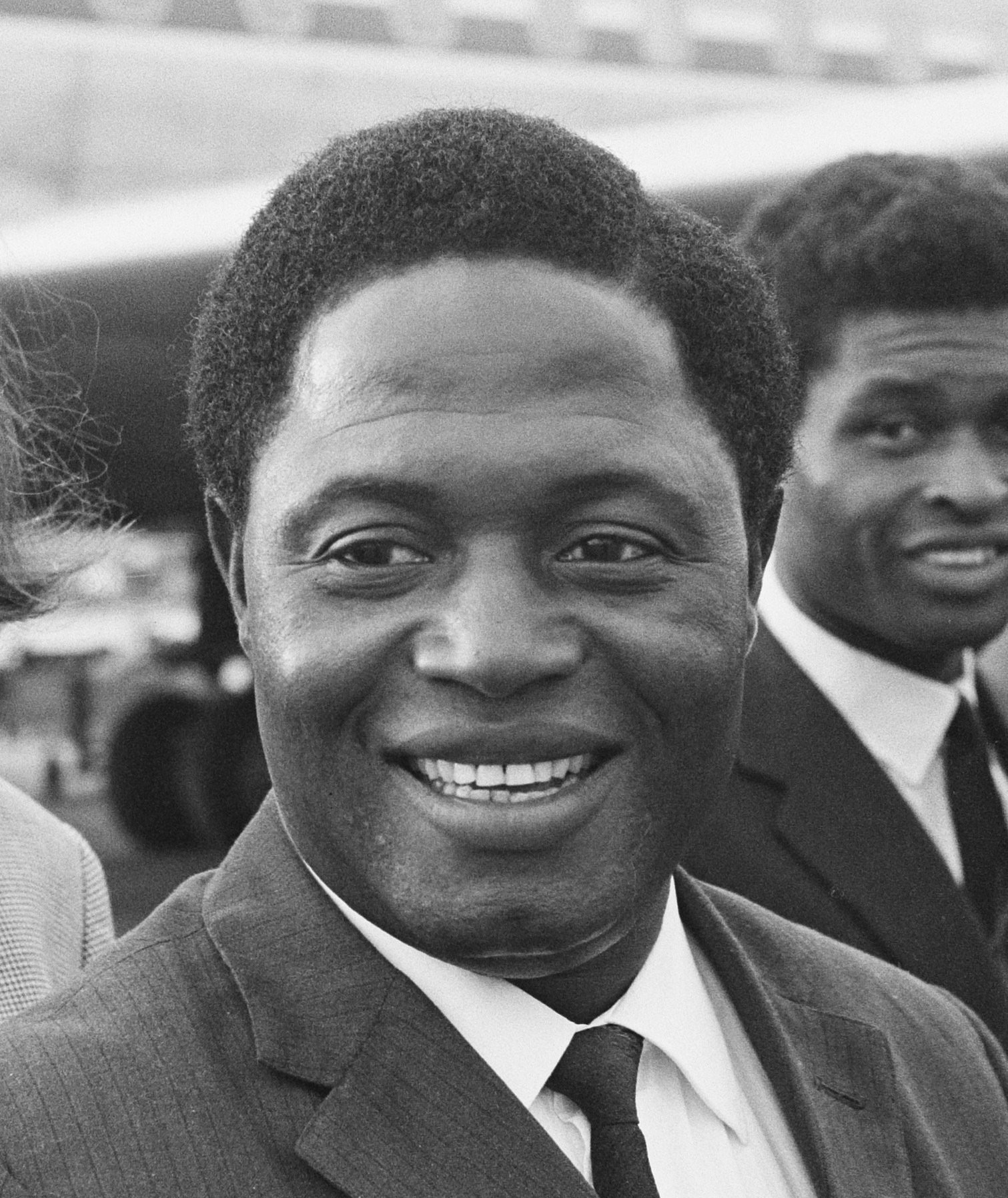
Matthew Mbu (1963)

Matthew Tawo Mbu (* 20. November 1929 in Okundi, Cross River; † 6. Februar 2012 in London, Vereinigtes Königreich) war ein nigerianischer Politiker und Diplomat.

## Leben
Matthew Mbu besuchte von 1937 bis 1940 die Okundi Primary School, anschließend zwischen 1941 und 1943 die Kakwagon Seminary School. Ab 1955 studierte er Rechtswissenschaften in Middle Temple und am University College London und erwarb 1959 den Master of Laws.
Seine politische Karriere in Nigeria begann Mbu schon vor der Unabhängigkeit des Landes als Parlamentsabgeordneter von 1952 bis 1955, ab 1954 war er auch nigerianischer Bundesarbeitsminister. Von 1955 bis 1959 diente er seinem Land als High Commissioner in London (UK). Im Jahr der Unabhängigkeit 1960 kehrte Mbu in die Landespolitik zurück und war bis 1966 wieder Abgeordneter des Parlaments. Während dieser Zeit wurde er auch als Bundesminister für Verteidigung und Marine berufen. 1966 wurde er Botschafter in Washington, D.C. (USA). Im Jahr 1967 wurde er zum Vorsitzenden der Eastern Nigeria Public Service Commission ernannt. Von 1979 bis 1981 war Mbu der erste Vize-Vorsitzende (Vice-Chairman) der Nigeria People’s Party, bevor er sich zwischen 1981 und 1983 der National Party of Nigeria zuwandte. 1993 war er für eine kurze Amtszeit nigerianischer Außenminister. Zeitweise war er auch stellvertretender Kanzler (Pro-Chancellor) der Obafemi Awolowo University in Ile-Ife.
Er war verheiratet und Vater von sechs Kindern.